# Orana grammodes
Orana grammodes är en fjärilsart som beskrevs av Erich Martin Hering 1926. Orana grammodes ingår i släktet Orana och familjen tofsspinnare. Inga underarter finns listade i Catalogue of Life.